# Ле Мэр, Исаак
Исаак ле Мэр или Леме́р (фр. Isaac le Maire, около 1559—1624) — нидерландский предприниматель-авантюрист. Разбогатев на выгодной колониальной торговле, в 1602 году ле Мэр стал одним из учредителей Голландской Ост-индской компании, а после конфликта с акционерами, в 1609 году, предпринял неудачную попытку разорить её акционеров. Отец Якоба Ле Мэра и организатор экспедиции Якоба Ле Мэра и Виллема Схаутена — первого успешного плавания европейцев вокруг мыса Горн.

## Начало карьеры. Торговля с Россией
Исаак ле Мэр родился в протестантском городе Доорник (ныне Турне́) в провинции Эно. В 1581 году, после того, как город перешёл под власть католиков, Ле Мэр бежал в Антверпен, где женился (в этом браке родились 22 ребёнка) и обзавёлся выгодными деловыми связями. В 1585 году, после падения Антверпена, ле Мэр и его партнёры обосновались в Амстердаме; полноправным гражданином Амстердама ле Мэр стал лишь в 1601 году. В начале карьеры ле Мэр торговал зеленью, но вскоре занялся выгодной международной торговлей. Ле Мэр и партнёры снаряжали корабли в Италию, Испанию, в балтийские порты и в Архангельск; особенно выгодна была торговля рыбой с англичанами и испанцами. На долю товариществ, в которых участвовал ле Мэр, приходится ровно треть торговых судов, посетивших в 1594—1600 годы Архангельск. В Архангельск они привозили соль из Сетубала, а товары из России везли в Амстердам, Сетубал и Венецию. Известно, что Ле Мэр торговал мехами; именно собольими шкурками он расплатился в 1591 году с русскими, удерживавшими за долги его родственника Яна де Валле.

## Основание Ост-Индской компании
В самом конце XVI века ле Мэр забросил торговлю с Архангельском и полностью переключился на рискованную, но исключительно выгодную торговлю с голландской Ост-Индией (современная Индонезия). В 1599 году туда отправились четыре корабля учреждённой ле Мэром и партнёрами «Новой Брабантской компании». Год спустя эта компания слилась со старой «Брабантской компанией», образовав «Новую Амстердамскую» (первую Ост-Индскую) компанию с флотом в восемь кораблей. В 1602 году, после череды поглощений, объединивших почти всех голландские и зеландские внешнеторговые компании, «Новая Амстердамская компания» была реорганизована в объединённую Ост-Индскую компанию (нидерл. Verenigde Oost-Indische Compagnie, VOC) — крупнейшую публичную корпорацию своего времени с флотом в 14 кораблей. Ле Мэр, владевший акциями компании на 97 тысяч гульденов, был в числе её крупнейших акционеров и занял пост одного из четырнадцати её директоров.
Вскоре после учреждения компании по Амстердаму поползли слухи о мошенничестве в совете директоров компании. Ле Мэра и его товарищей обвиняли в том, что первый заграничный поход ост-индского флота был выполнен исключительно в интересах самих директоров, в ущерб другим акционерам. В конце 1604 года ле Мэру впервые предъявили официальное обвинение; в феврале 1605 года он был вынужден покинуть пост директора, выплатить в казну залог в три тысячи гульденов и дать формальное обязательство никогда более не заниматься колониальной торговлей.
Отстранённый навсегда от управления компанией, ле Мэр стал её непримиримым врагом. В 1608 году он предложил свои услуги королю Франции, желавшему учредить собственную торговую компанию, но эти планы не состоялись из-за неопределённости внешнеполитической ситуации. В том же году он попытался устроить совместное предприятие с французами и Генри Гудзоном, но тот предпочёл поступить на службу в голландскую Ост-Индскую компанию. В 1609 году ле Мэр всё же договорился с французами и отправил в южные моря корабль с товарами на 10 тысяч гульденов; об этой экспедиции известно лишь то, что она была безуспешной. Несмотря на противодействие французских придворных, ле Мэр продолжал агитировать за создание Французской Ост-Индской компании; убийство Генриха IV 14 мая 1610 года окончательно похоронило этот проект.

## Биржевая интрига
По мере того, как таяли надежды сколотить на французские деньги конкурента Ост-Индской компании, ле Мэра всё более увлекала идея ударить ненавистную компанию изнутри, руками её собственных акционеров. Их в год учреждения компании насчитывалось 1201 человек; суммарно они вложили в компанию 3,68 миллиона гульденов. Акций как таковых в 1600-е годы ещё не существовало ни как типовых документов на бумаге, ни как равных долей одинакового номинала. Права акционера удостоверяли записью в реестре, который вела сама компания; доля каждого акционера измерялась не в количестве акций, но лишь в денежной сумме (стандартные акции номиналом в 3000 флоринов ввели лишь во второй половине XVII века). Крупные акционеры вроде ле Мэра часто продавали на сторону доли своих вкладов в компанию, но просто «купить одну акцию» было невозможно. Тем не менее, сделок было достаточно много и понятие биржевого курса акций (в процентах к номинальной стоимости вклада) уже существовало. Под влиянием слухов и новостей из колоний курс в 1605—1609 годы колебался в диапазоне от 126 % до 200 %; весной 1609 года, неожиданно для директоров Компании, курс пошёл вниз.
Непосредственной причиной обвала была деятельность секретного товарищества трейдеров, учреждённого ле Мэром для краткосрочной игры на понижение акций Ост-Индской компании. Заподозрив неладное, её директора обратились к законодателям с требованием запретить «торговлю воздухом» — фьючерсную торговлю акциями, не принадлежащими продавцу. Партия «медведей» (фр. baissiers), занимавшаяся такой торговлей, выдвинула встречные обвинения в некомпетентном управлении: с их слов, склады компании были затоварены неходовым мускатным орехом на много лет вперёд, как следствие — справедливый курс акций должен был быть ещё ниже. Запрет на торговлю акциями в Амстердаме, писали «медведи», лишь приведёт к переносу биржевой площадки за пределы Голландии. По мнению Диллена, автором встречного иска был именно ле Мэр, а инсайдерскую информацию ему поставлял главный бухгалтер компании, также недовольный советом директоров. Ле Мэр крупно просчитался: несмотря на публичную огласку внутренних проблем компании, которая даже дивиденды выплачивала не золотом, а залежавшимися пряностями, курс акций восстановился и уверенно шёл вверх. «Французский проект», на который тайно ставили «медведи», не состоялся. В апреле-мае 1610 года наступил срок исполнения фьючерсных сделок, заключённых в расчёте на падение курса, и большинство «медведей» партии ле Мэра обанкротились. Вскрылись и явные мошенничества с несуществующими акциями, которые прикрывали тайные союзники ле Мэра в самой компании.
Итогом неудачной интриги стал законодательный запрет на необеспеченные фьючерсные сделки с ценными бумагами, продержавшийся в силе до 1689 года, и изгнание самого ле Мэра из Амстердама. Ле Мэр переехал в Эгмонд-Биннен, формально оставаясь крупным акционером Ост-Индской компании, но потерял какие-либо права на дивиденды. Верхушка амстердамского купечества навсегда отказала ему в доверии.

## Экспедиция «Хорна» и «Эндрахта»

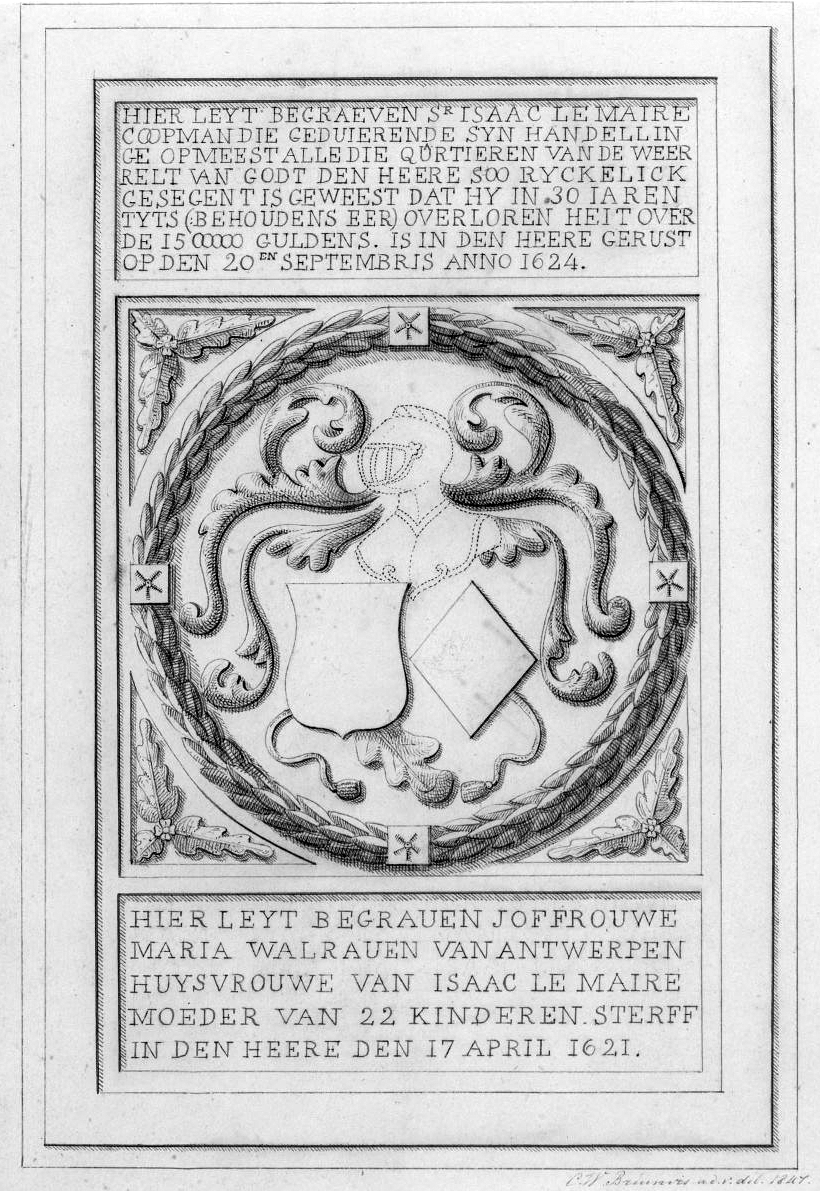
Надгробие ле Мэра и его супруги. Прорись, опубликованная в 1847 году

В 1614 году ле Мэр, не терявший надежду разорить Ост-Индскую компанию, учредил новое предприятие на деньги купцов города Хорн. Процветавший в первой половине XVI века Хорн давно уступил первенство Амстердаму; немногие состоятельные жители Хорна увидели в предприятии ле Мэра последнюю возможность возродить угасавший портовый город. Ле Мэр предложил им профинансировать экспедицию в поисках нового пути из Атлантики в Тихий океан в обход Огненной Земли; тем самым он рассчитывал подорвать монополию Ост-Индской компании, контролировавшей единственный известный тогда проход через Магелланов пролив.
В июне 1615 года новая «Австралийская компания» ле Мэра отправила на поиски нового пути два корабля, «Хорн» и «Эндрахт» под командованием Виллема Схаутена и сыновей ле Мэра Якоба и Даниэля. «Хорн» затонул в Атлантике, а «Эндрахт» в январе 1616 года обогнул Огненную Землю, прошёл проливом, названным именем ле Мэра, исследовал мыс, названный в честь города Хорн (Ле Мэр и Схаутен ошибочно считали его частью Огненной Земли), и вышел в Тихий океан. Посетив по пути острова архипелага Тонга, в октябре 1616 года «Эндрахт» достиг Батавии. После непродолжительного ареста за нарушение монополии Ост-Индской компании братья ле Мэр и Схаутен были отпущены на родину; Схаутен поступил на службу в Ост-Индскую компанию, Даниэль вернулся к отцу, а Якоб ле Мэр умер по дороге домой. Несмотря на потерю сына и конфискацию корабля (её позже удалось оспорить в суде), Исаак ле Мэр считал экспедицию «Эндрахта» личным триумфом. После долгого бойкота ему дозволили не только вернуться в Амстердам, но и произнести доклад с трибуны Генеральных штатов. Однако из-за очередного конфликта, на этот раз с акционерами «Австралийской компании», воспользоваться результатами плавания «Эндрахта» ему не довелось.
Последние годы жизни ле Мэр провёл в бесплодных тяжбах с Ост-Индской компанией. На его надгробии в приходской церкви Эгмонд-Биннена, была высечена странная эпитафия: «Здесь лежит Исаак ле Мэр, купец, Божьей милостью в делах своих в разных частях света познавший столько богатств, что за тридцать лет потерял 150 тысяч флоринов, но не свою честь. Умер добрым христианином 20 сентября 1624 года». По мнению Рене Корнелиса Бакхузена (биографа ле Мэра), деревенский резчик ошибся на один порядок. В действительности ле Мэр потерял не менее полутора миллионов.